# Fissicrambus albilineellus
Fissicrambus albilineellus là một loài bướm đêm trong họ Crambidae.